# Дикий мед (фільм, 1922)
Про однойменний радянський фільм див. Дикий мед (фільм, 1966)
«Дикий мед» (англ. Wild Honey) — американська пригодницька мелодрама режисера Веслі Рагглза 1922 року.

## Сюжет
Леді Вів'єн звинувачена у вбивстві свого залицяльника Генрі Портена. Роки потому, в Південній Африці, вона зустрічає людину, яку вона підозрює у вбивстві. У той же час, інший знехтуваний залицяльник, Вулф Монтегю, погрожує знищити власників садиби, які перешкоджають його планам, і тільки Вів'єн може попередити їх вчасно, щоб уникнути катастрофічної штучної повені.

## У ролях
- Прісцилла Дін — Леді Вів'єн
- Ной Бірі — Генрі Портена
- Ллойд Вітлок — «Фредді» Сазерленд
- Раймонд Блетвейт — Сер Г'ю
- Персі Челленджер — Ебенезер Ліміш
- Гелен Реймонд — Джоан Радд
- Лендерс Стівенс — Вулф Монтегю
- Роберт Елліс — Керрі Берджесс
- Воллес Бірі — Бак Ропер
- Карл Стокдейл — Ліверпуль Блонді